# Каваджък
Каваджък (на турски: Kavacık) е село в Източна Тракия, Турция, Вилает Одрин. Околия Узункьопрю.

## География
Селото се намира на 10 км южно от Узункьопрю.

## История
В XIX век Каваджък е гръцко село във Узункьоприйска кааза в Одринския вилает на Османската империя. Според „Етнография на вилаетите Адрианопол, Монастир и Салоника“, издадена в Константинопол в 1878 година и отразяваща статистиката на населението от 1873 година, Каваджик (Kavadjik) има 105 домакинства и 474 жители гърци.
Според статистиката на професор Любомир Милетич в 1913 година в Каваджък живеят 80 гръцки семейства.